# Hippodámoszi rendszer

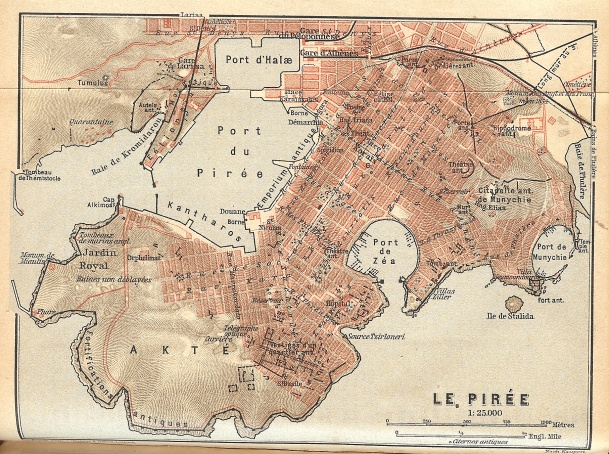
Pireusz terve.

Washington, D.C. radiális-koncentrikus utcaterve.

A hippodámoszi séma, vagy másként hippodámoszi rendszer a városok bővítésének, létrehozásának és újjáépítésének módszere az ógörög kultúrában. A szalagváros-modell meghaladása derékszögben találkozó utak által alkotott parcellák és a centrális agora révén. A széles főutak (plateiai) és az őket derékszögben keresztező kisebb mellékutcák (stenopoi) négyszögű parcellákat hoznak létre. Típusházak révén garantált az optimális telek-kihasználás és az egyenjogúságnak megfelelő lakásnorma. 
Miletoszi Hippodámosz fejlesztette ezt ki az izonómia gondolatából, azaz a polgárok egyenlőségéből kiindulva.
A hippodámoszi rendszernek a modern városépítészetben használatos kifejezése még a várostervezés kvadratikus rasztere.
Kr. e. 479-ben Miletoszt a perzsák rombolásai után hippodámoszi rendszerben két ill. három parcellás blokkokban építették újra.
Kr. e. 352-ben Priéné épült egyrészt Püthagorasz harmónia törvényei, másrészt a hippodámoszi rendszernek megfelelően.
A római városok építésében is átvették ezt az elvet (Augusta Treverorum, Colonia Claudia Ara Agrippinensium, Leptis Magna stb.).

## Fordítás
Ez a szócikk részben vagy egészben  a   Hippodamische Schema című német Wikipédia-szócikk ezen változatának fordításán alapul.  Az eredeti cikk szerkesztőit annak laptörténete sorolja fel. Ez a jelzés csupán a megfogalmazás eredetét és a szerzői jogokat jelzi, nem szolgál a cikkben szereplő információk forrásmegjelöléseként.